# 8051 Пісторія
8051 Пісторія (8051 Pistoria) — астероїд головного поясу, відкритий 13 серпня 1997 року.
Тіссеранів параметр щодо Юпітера — 3,604.
Названо на честь італійського міста Пісторія (італ. Pistoria), розташованого приблизно за 30 км від Флоренції біля підніжжя західного схилу Центральних Апеннін.